# Livia Brunmair
Livia Brunmair (* 14. März 2003 in Wien) ist eine österreichische Fußballspielerin.

## Karriere

### Vereine
Livia Brunmair startete ihre sportliche Laufbahn 2014 beim First Vienna FC, mit dem sie in der Planet Pure Frauen Bundesliga spielt und in der Saison 2021/22 Vierte wurde. In St. Pölten besuchte sie die Frauen-Akademie des Österreichischen Fußball-Bundes (ÖFB). In der Torschützenliste des Österreichischen Frauen-Fußballcups 2018/19 belegte sie den siebenten Platz. Im Januar 2023 wechselte sie nach Deutschland zum 1. FC Nürnberg, in die 2. Bundesliga.
Mitte 2025 kehrte sie nach Österreich zurück und unterschrieb beim USV Neulengbach.

### Nationalmannschaft
Im Zeitraum von 2018 bis 2020 bestritt sie 23 Länderspiele für die U17-Nationalmannschaft und von 2021 bis 2022 13 Länderspiele für die U19-Nationalmannschaft. Von ÖFB-Teamchefin Irene Fuhrmann wurde sie für zwei Länderspiele im November 2022 gegen Italien und die Slowakei in die A-Nationalmannschaft anstelle der verletzten Katharina Schiechtl nachnominiert.